# Mianka (dopływ Leska)
Mianka – potok w Sudetach Środkowych, w Górach Kamiennych, lewy dopływ Leska o długości 4,28 km. Źródła w paśmie Czarnego Lasu w rejonie Czarnego Boru. Płynie na zachód, później na północ i północny wschód. Uchodzi do Leska w Jaczkowie.